# Fraxina
La fraxina es un glucósido de la fraxetina.